# Sob Pressão (3.ª temporada)
A terceira temporada da série de televisão brasileira Sob Pressão foi exibida de 2 de maio a 25 de julho de 2019 pela TV Globo, que co-produziu a trama em parceria com a Conspiração Filmes.
Criada por Luiz Noronha, Claudio Torres, Renato Fagundes e Jorge Furtado, é escrita por Lucas Paraizo com a colaboração de Marcio Alemão, André Sirângelo, Claudia Jouvin, Flavio Araujo e Pedro Riguetti, direção de Mini Kerti, Rebeca Diniz, Júlio Andrade e Pedro Waddington e direção artística de Andrucha Waddington.
Protagonizada por Júlio Andrade e Marjorie Estiano, o elenco conta com as participações estrelares de Drica Moraes, Bruno Garcia, Pablo Sanábio, Josie Antello e Marcelo Batista.

## Sinopse
Após o fechamento do hospital Macedão, onde o casal Evandro (Júlio Andrade) e Carolina (Marjorie Estiano) trabalhavam, os profissionais se veem desafiados a traçar novos caminhos na carreira. Dessa forma, com novas propostas, Evandro se torna diretor e Carolina a chefe da Equipe Cirúrgica do também sucateado Hospital São Tomé Apóstolo, no Rio de Janeiro.
Em meio a tudo isso, lidam com o passado obscuro de Carolina, o desejo de Evandro de ser pai e o ritmo do casal em trazer à tona problemas pessoais que podem desgastar a relação a dois.
Além disso, o hospital tem uma nova contratação. A médica infectologista Vera (Drica Moraes) se integra à equipe, mas, diante da situação precária da emergência, manifesta resistência para trabalhar. Embora se mostre rude, aos poucos a profissional vai se humanizando junto aos pacientes e os colegas.

## Elenco

### Principal
- Júlio Andrade como Dr. Evandro Moreira, cirurgião torácico
- Marjorie Estiano como Drª. Carolina Alencar, cirurgiã vascular
- Drica Moraes como Drª. Vera Lúcia Veiga, médica infectologista[2]
- Bruno Garcia como Dr. Décio Guedes, clínico geral
- Pablo Sanábio como Dr. Charles Garcia, cirurgião geral
- Josie Antello como Rosa, recepcionista do hospital
- Julia Shimura como Keiko Yamada, enfermeira[5]
- Marcelo Batista como Dr. Gustavo Lemos, anestesista[3]
- Jana Guinond como Simone Ramos, enfermeira[6]

### Recorrente
- Perfeito Fortuna como João da Silva
- Therla Duarte como Cabo Cindy
- Ana Flávia Cavalcanti como Diana[4]
- Cridemar Aquino como Paramédico Paulo
- Joana Fomm como Irmã Graça
- João Vítor Silva como Leonardo Veiga
- Thelmo Fernandes como Capitão Botelho

### Participações especiais
Episódio 1
- Paulinho Quintanilha como Cristiano[5]
- César Ferrario como Aristeu
- Digão Ribeiro como Vílson
- Veronica Bonfim como Teresa[5]
- Jaime Leibovitch como Professor[5]
- Cirillo Luna como Médico[5]
- Rodrigo dos Santos como Sargento Marcos[5]
- Bruno Lamberg como Dr. Álvaro[5]

Episódio 2
- Gabriela Moreyra como Jurema[7]
- Isabela Mendonça como Dora[8]
- Paulo de Melo como Dinho[7]
- Vilma Melo como Ruth[8]
- Renato Luciano como Professor de violino[8]
- Beth Zalcman como Dona Edineide[8]
- Isaac Bernat como Irmão de Edineide[8]

Episódio 3
- Aline de Luna como Aline[9]
- Pierre Santos como Renan[9]
- Ricardo Martins como Douglas[9]
- Nanda Félix como Larissa[9]
- Alexsandro Palermo como Matias[9]
- Marco Sorriso como Sorriso[9]
- Alex Rech como Vinicius[9]

Episódio 4
- Bruno Ferrari como Célio[10]
- Adassa Martins como Neuza[10]
- Isabella Aguiar como Érica[10]
- Alan Pellegrino como Fabio[10]
- Kelner Macêdo como Kléber[10]
- Sandro Cardoso como Thomas[10]
- Carolina Ferman como Manu[10]
- Robson Maia como Igor[10]
- Gillray Coutinho como Secretário[10]
- Gui Nasraui como Lucio[10]

Episódio 5
- Maria Carolina Basilio como Raquel Fernandes Fonseca[11]
- Rafaela Mell como Ariane Fernandes da Cunha[11]
- Lucas Oliveira como Vander[11]
- Rodrigo Penna como Tarcísio[11]
- Neusa Borges como Lindacir Pinheiro da Silva[11]
- Eliezer Motta como Euclides[11]
- Rafael Sieg como Ciro Fonseca[11]
- Jordan Antunes como Emergencista[11]

Episódio 6
- Simone Mazzer com Dona Geralda[12]
- Lara Tremouroux como Juliana Fontoura[12]
- Cadu Paschoal como Djalma[12]
- Aline Guimarães como Wanda[12]
- César Augusto como Jaime[12]
- André Ramiro como Toninho[12]
- Tati Zucato como Zilda[12]
- Giselle Motta como Nadia[12]
- Rodrigo dos Santos como Sargento Marcos[12]
- Victor Teixeira como Kiko[12]

Episódio 7
- Thamiris Mandú como Raiane[13]
- Patrícia Elizardo como Cássia[13]
- Priscila Camargo como Fabiana[13]
- Maria Ceiça como Dona Marleide[13]
- Ester Freitas como Policial[13]

Episódio 8
- Clarice Niskier como Sueli[14]
- Fabricio Assis como Wallace[14]
- Bruna Trindade como Tais[14]
- Sérgio Bezerra como Padrasto de Wallace[14]
- Guilherme Guaral como Pedreiro[14]

Episódio 9
- Ramon Francisco como Roney[15]
- Tainá Medina como Carminha[15]
- Walter Breda como Alberto[15]
- Narjara Turetta como Fátima[15]

Episódio 10
- Leôn Moreno como Sidney[15]

Episódio 11
- Daniel Alvim como Vicente
- Mariana Cysne como Joice
- Pablo Barros como Luan
- Kacau Gomes como Cissa

Episódio 12
- Sandra Corveloni como Elisa[16]
- Gabriel Calamari como Alan[16]
- Oscar Moyano como Luís[16]
- Carolinna Baiocchi como Luísa[16]
- Olé Erdmann como Gringo[16]

Episódio 13
- João Fenerich como Homem na balada

Episódio 14
- João Fenerich como Homem na balada
- Natálio Maria como Geraldo
- Prazeres Barbosa como Arminda

## Episódios
| N.º na série | N.º na temp. | Título        | Dirigido por                           | Escrito por                                                                   | Exibição original   | Audiência |
| --- | ------------ | ------------- | -------------------------------------- | ----------------------------------------------------------------------------- | ------------------- | --------- |
| 21 | 1            | "Episódio 1"  | Andrucha Waddington                    | Lucas Paraizo                                                                 | 2 de maio de 2019   | 19,8      |
| Como médicos do Samu, Evandro e Carolina recorrem ao hospital São Tomé numa emergência durante a greve dos caminhoneiros. O atendimento muda completamente os planos do casal. Mensagem final: O SAMU é um serviço público de atendimento pré-hospitalar. Em caso de urgência, ligue 192. |              |               |                                        |                                                                               |                     |           |
| 22 | 2            | "Episódio 2"  | Andrucha Waddington                    | Márcio Alemão                                                                 | 9 de maio de 2019   | 21,2      |
| A infectologista Vera chega à equipe em um dia tenso. Evandro precisa socorrer um paciente baleado pela milícia, enquanto Carolina atende uma jovem e Charles se depara com erro médico. Mensagem final: Segurança também é saúde. A violência urbana ameaça a vida e lota as emergências dos hospitais públicos. |              |               |                                        |                                                                               |                     |           |
| 23 | 3            | "Episódio 3"  | Mini Kerti                             | Flavio Araujo                                                                 | 16 de maio de 2019  | 21,9      |
| Evandro e Carolina socorrem uma mulher esfaqueada e seu agressor. No São Tomé, Charles recebe a visita da ex-namorada, que passa mal. Mensagem final: Violência contra a mulher é crime. Denuncie. Ligue 180: Central de Atendimento à Mulher. |              |               |                                        |                                                                               |                     |           |
| 24 | 4            | "Episódio 4"  | Rebeca Diniz                           | André Sirangelo                                                               | 23 de maio de 2019  | 21,0      |
| Charles e Evandro correm contra o tempo para tratar um paraquedista com aneurisma cerebral, que sofre um desmaio durante o salto, e uma criança com insuficiência renal, que necessita de um transplante. Enquanto isso, Décio se envolve com um paciente. Mensagem final: Quanto mais cedo o diagnóstico do vírus HIV, melhores os resultados do tratamento. Faça o teste e previna-se.                                                             |              |               |                                        |                                                                               |                     |           |
| 25 | 5            | "Episódio 5"  | Pedro Waddington                       | Cláudia Jouvin                                                                | 30 de maio de 2019  | 23,2      |
| Diante do trauma, uma menina que viu sua mãe se ferir numa explosão, fica em silêncio e dificulta o trabalho de Carolina. Enquanto isso, Evandro trata um rapaz espancado na escola. O contato com pacientes com meningite causa um drama na vida de Carolina. Mensagem final: A vacinação é a melhor maneira de prevenir-se contra a meningite. Em caso de febre alta, vômitos e manchas vermelhas no corpo, procure o pronto socorro mais próximo. |              |               |                                        |                                                                               |                     |           |
| 26 | 6            | "Episódio 6"  | Andrucha Waddington                    | Márcio Alemão                                                                 | 6 de junho de 2019  | 21,4      |
| O hospital recebe vítimas de um deslizamento. Entre os pacientes, uma cartomante revela o que o destino guarda para Carolina. Intrigada, ela busca respostas sobre o futuro. Mensagem final: Construções em áreas de risco podem resultar em tragédias. Em caso de emergência, chame a Defesa Civil. |              |               |                                        |                                                                               |                     |           |
| 27 | 7            | "Episódio 7"  | Mini Kerti                             | Cláudia Jouvin e Pedro Riguetti                                               | 13 de junho de 2019 | 22,2      |
| A chegada de uma presidiária grávida traz à tona o passado de Vera e mexe com os sentimentos de Carolina. Enquanto isso, Charles e Décio atendem uma paciente com câncer de mama e precisam lidar com uma decisão radical de sua sobrinha. Mensagem final: O câncer de mama é o que mais atinge mulheres no Brasil. A partir dos 45 anos, procure um médico para realizar seu exame de mamografia.                                                   |              |               |                                        |                                                                               |                     |           |
| 28 | 8            | "Episódio 8"  | Andrucha Waddington e Rebeca Diniz     | Flavio Araujo                                                                 | 20 de junho de 2019 | 22,3      |
| Professora agredida é atendida por Evandro, que cerca Carolina de cuidados. Evandro conhece Diana, que o acusa de erro médico, e Vera atende senhor com câncer e decide interná-lo. Mensagem final: Procedimentos cirúrgicos estéticos devem ser realizados por médicos em ambientes hospitalares. Segurança também é saúde. |              |               |                                        |                                                                               |                     |           |
| 29 | 9            | "Episódio 9"  | Júlio Andrade                          | Márcio Alemão                                                                 | 26 de junho de 2019 | 24,3      |
| Evandro lida com uma oferta de ajuda da milícia diante da escassez de recursos para um atendimento. O médico é procurado por Diana, que está deprimida. Os dois se aproximam. Mensagem final: Queimaduras graves atingem principalmente as crianças no ambiente doméstico. Não deixe crianças sozinhas na cozinha. |              |               |                                        |                                                                               |                     |           |
| 30 | 10           | "Episódio 10" | Andrucha Waddington e Júlio Andrade    | André Sirangelo                                                               | 26 de junho de 2019 | 24,3      |
| Ferido, o chefe da milícia invade o hospital e obrigada Carolina a atendê-lo. Quando a polícia descobre seu paradeiro, uma intensa troca de tiros coloca a vida de todos em risco. Mensagem final: A hemofilia é um distúrbio na coagulação do sangue. Saiba mais sobre como evitar complicações em: redeglobo.globo.com/SaibaMaisPraVoce |              |               |                                        |                                                                               |                     |           |
| 31 | 11           | "Episódio 11" | Mini Kerti                             | Flavio Araujo                                                                 | 4 de julho de 2019  | 23,0      |
| Evandro salva um menino, enquanto Carolina corre risco de vida. Vera conta a verdade a Seu João e promete cuidá-lo. Carolina e Evandro sofrem um baque que desestrutura a relação. Mensagem final: O aborto espontâneo pode acontecer em qualquer gestação. Informe-se sobre os cuidados necessários para a saúde da mãe e do bebê. |              |               |                                        |                                                                               |                     |           |
| 32 | 12           | "Episódio 12" | Pedro Waddington                       | André Sirangelo                                                               | 11 de julho de 2019 | 22,8      |
| Carolina e Evandro discordam sobre um paciente. A reconciliação se torna inviável. Evandro tem recaída e Carolina demonstra estar com a fé abalada. Mensagem final: Cuidados paliativos melhoram a qualidade de vida dos pacientes que enfrentam doenças graves. |              |               |                                        |                                                                               |                     |           |
| 33 | 13           | "Episódio 13" | Andrucha Waddington e Rebeca Diniz     | Márcio Alemão, Flavio Araujo e Pedro Riguetti                                 | 18 de julho de 2019 | 20,6      |
| Evandro e Carolina brigam. Seu João coloca Vera diante de uma questão do passado. As drogas atrapalham Evandro, que procura Diana. Carolina se envolve com um homem e pede demissão. Mensagem final: Fumar pode causar câncer de pulmão. Para mais informações, acesse: www.inca.gov.br |              |               |                                        |                                                                               |                     |           |
| 34 | 14           | "Episódio 14" | Andrucha Waddington e Pedro Waddington | Lucas Paraizo, Márcio Alemão, André Sirangelo, Flavio Araujo e Pedro Riguetti | 25 de julho de 2019 | 25,0      |
| Em seu último dia, Carolina opera com Evandro. No caminho para o hotel, ele usa drogas e sua vida fica em risco. Carolina luta para salvá-lo. Mensagem final: A saúde é direito de todos e dever do estado, em todo o território brasileiro. |              |               |                                        |                                                                               |                     |           |

## Prêmios e indicações
| Ano  | Prêmio                    | Categoria                           | Indicado                            | Resultado | Ref.          |
| ---- | ------------------------- | ----------------------------------- | ----------------------------------- | --------- | ------------- |
| 2019 | Troféu APCA               | Melhor Série                        | Melhor Série                        | Indicado  | [ 31 ] [ 32 ] |
| 2019 | Troféu APCA               | Melhor Diretor                      | Andrucha Waddington                 | Venceu    | [ 31 ] [ 32 ] |
| 2019 | Troféu APCA               | Melhor Ator                         | Júlio Andrade                       | Indicado  | [ 31 ] [ 32 ] |
| 2019 | Troféu APCA               | Melhor Atriz                        | Marjorie Estiano                    | Indicada  | [ 31 ] [ 32 ] |
| 2019 | Melhores do Ano           | Ator de Série                       | Júlio Andrade                       | Venceu    | [ 33 ]        |
| 2019 | Melhores do Ano           | Atriz de Série                      | Marjorie Estiano                    | Indicada  | [ 33 ]        |
| 2019 | Prêmio F5                 | Melhor Série Dramática              | Melhor Série Dramática              | Venceu    | [ 34 ]        |
| 2019 | Prêmio F5                 | Melhor Atriz de Série Dramática     | Marjorie Estiano                    | Venceu    | [ 34 ]        |
| 2019 | Prêmio F5                 | Melhor Ator de Série Dramática      | Júlio Andrade                       | Venceu    | [ 34 ]        |
| 2019 | Melhores do Ano NaTelinha | Melhor Dramaturgia Além das Novelas | Melhor Dramaturgia Além das Novelas | Venceu    | [ 35 ] [ 36 ] |
| 2019 | Melhores do Ano NaTelinha | Melhor Atriz                        | Marjorie Estiano                    | Indicada  | [ 35 ] [ 36 ] |
| 2019 | Melhores do Ano NaTelinha | Melhor Ator                         | Júlio Andrade                       | Indicado  | [ 35 ] [ 36 ] |